# Savoy-Plaza Hotel

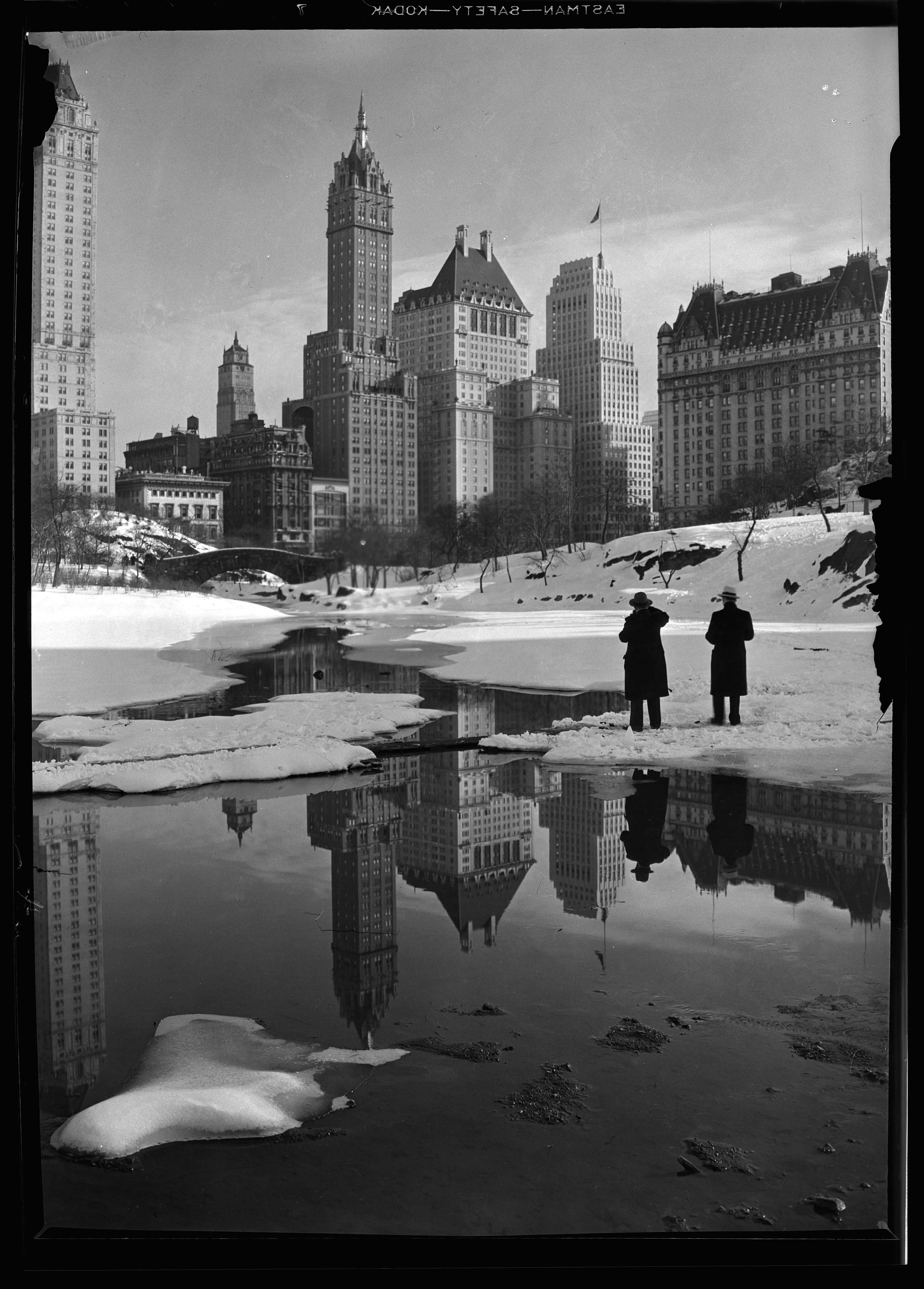
Das Savoy-Plaza (Bildmitte) zwischen dem Sherry-Netherland Hotel und 745 5th Avenue; ganz links steht das Hotel Pierre, ganz rechts das Plaza Hotel.

Das Savoy-Plaza Hotel war ein Wolkenkratzer in Manhattan in New York City. 
Es stand in einer Reihe mit den Hotels The Pierre und The Sherry-Netherland, der 745 5th Avenue und dem Plaza Hotel am südöstlichen Rand des Central Parks an der Fifth Avenue. Während die anderen genannten Gebäude noch heute existieren, wurde das Savoy-Plaza Hotel 1965 abgerissen und durch das General Motors Building ersetzt. 
Das Savoy-Plaza Hotel wurde von den Architekten McKim, Mead and White entworfen und am 1. Oktober 1927 fertiggestellt und eröffnet. Es ersetzte das ursprüngliche, 1892 eröffnete 12-stöckige Savoy Hotel. Das Savoy-Plaza Hotel hatte 33 Stockwerke bei einer Höhe von 128 m (420 Fuß).
Die Bar des Hotels war in der Zeit des Zweiten Weltkrieges ein populärer Homosexuellentreffpunkt.